# Wetlands International
Pour les articles homonymes, voir Wetlands.
Wetlands international (de l'anglais, littéralement, zone humide international) est une organisation à but non lucratif qui s'intéresse à la protection des zones humides et la gestion durable.

## Histoire
Elle a été fondée au Royaume-Uni 1954 sous le nom de International Wildfowl Inquiry, avec pour objectif la protection des oiseaux d'eau. Plus tard, le nom est transformé en International Waterfowl & Wetlands Research Bureau (IWRB). Le centre d'action s'est également élargi, et outre la protection de la faune inféodée aux zones humides,  l'organisation s'occupe également de la protection de celles-ci.
Dans les années 1980, des associations similaires sont apparues en Asie et aux États-Unis, le Asian Wetland Bureau (AWB) (créé sous le nom de Interwader en 1983 ) et Wetlands for the Americas (WA) (créé en 1989). À partir de 1991, les trois organisations ont commencé à travailler en étroite collaboration. En 1995, elles se regroupent au sein de Wetlands International.
Wetlands International a récemment appuyé la Forests Now Declaration, qui appelle à la mise en place de nouveaux mécanismes de marché pour protéger la forêt tropicale, de plus en plus menacée.
Fin 2013, une branche européenne (Wetlands International European Association) a été créée fin 2013 à l'initiative de Wetlands International ; elle regroupe sept organisations actives dans le domaine des zones humides en Europe (Centro Ibérico de Restauración Fluvial (Espagne), Centrum Ochrony Mokradeł (Pologne), Euronatur (Allemagne), Tour du Valat (France), Sustainable Eel Group (Royaume-Uni), Wildfowl and Wetlands Trust (Royaume-uni), Zoological Society of London (Royaume-uni)). Elle s'est donné pour but de sensibiliser à l'importance de la connaissance, protection, gestion et restauration des zones humides en Europe et de « promouvoir l’intégration des enjeux liés aux zones humides dans les politiques de l'Union Européenne », environnementales notamment. Elle souhaite aussi que l'on prenne mieux en compte « l’impact des politiques européennes sur zones humides d’autres régions du monde et veiller à ce que les politiques internationales ou de pays tiers soient favorables à la législation environnementale européenne » ; ses thèmes de travail pour 2014 sont nature & biodiversité, eau, réduction des risques, changement climatique.

## Organismes similaires
- Canards Illimités ou Ducks Unlimited (États-Unis et Canada)
- Wildfowl and Wetlands Trust (UK)
- Société de conservation des milieux humides du Québec (Canada, Québec)